# Воскресни, любовь моя
«Воскресни, любовь моя» или «Восстань, любовь моя» (англ. Arise, My Love) — американская романтическая комедия режиссёра Митчелла Лейзена, вышедшая на экраны в 1940 году. Сценарий написан Чарльзом Брэкеттом и Билли Уайлдером по мотивам оригинальной истории Бенджамина Глейзера и Яноша Секея.
Снятый в начале Второй мировой войны в Европе и основанный на реальных событиях, фильм повлиял на отношение американцев к войне и вступление США в битву с нацистской Германией: «Сценарий был пророческим в 1940 году». В 1941 году фильм получил премию «Оскар» за лучший литературный первоисточник.

## Сюжет
Мистер Филлипс: «Густа Нэш, ты уволена, и немедленно!»
Густа Нэш: «Ой да ладно, это неправда!»
Мистер Филлипс: «Я знаю, что неправда. Я просто хотел ощутить звучание этих слов. Абсолютное блаженство!»
Испания, лето 1939 года. Гражданская война закончилась.
Американский лётчик Том Мартин, воевавший добровольцем, попал в плен к франкистам и приговорён к смертной казни.
- Падре Хасинто: «Это моя первая казнь».
- Том Мартин: «Не волнуйтесь, падре, моя тоже».

Уже стоящий перед расстрельной командой, Том внезапно освобождён. Как выяснилось — из-за вмешательства представившейся его женой американской журналистки Августы «Густы» Нэш, которая искала хороший сюжет для репортажа и случайно узнала о нём.
Обманув начальника тюрьмы Густа организует побег Тома. Преследуемые полицией, угнав вначале такси, а затем самолёт, они бегут через границу во Францию.
- Том Мартин: «Знаешь, забавно, что из всех этих людей именно ты сидишь рядом со мной. Ты определённо в моем вкусе».
- Густа Нэш: «Х-ммм… А как долго ты был в тюрьме?»

В Париже Том безуспешно пытается ухаживать за Августой, а когда она отправляется корреспондентом в Берлин — он следует за ней. Том и Густа понимают, что любят друг друга, и собираются пожениться, но с вторжением Гитлера в Польшу и началом Второй мировой войны они вынуждены бежать из Германии.
Они берут билеты на злополучный лайнер «Атения», который торпедируется немецкой подводной лодкой. Спасённая британскими моряками пара оказываться в Англии. Они решают отложить свадьбу и драться с врагом до конца: Том идёт служить в ВВС Великобритании, а Августа отправляется военным корреспондентом во Францию.
Осенью в Париже влюблённые воссоединяется, но немецкие танки уже во Франции, и пара возвращается домой в США, чтобы мобилизовать американцев на борьбу с фашизмом.
Густа решает в своих репортажах «сказать то, что она хочет сказать», а Том — «сделать десятки тысяч пилотов для десятков тысяч самолетов».

## В ролях
Мой любимый фильм? «Воскресни, любовь моя». Это такая картина, которая редко случается. Фильм начинался как эксцентрическая комедия, а в итоге оказался Битвой за Британию. Странно, но нас обвинили в попытке втянуть Америку в войну.
- Клодетт Кольбер — Августа «Густа» Нэш
- Рэй Милланд — Том Мартин
- Деннис О’Киф — Джо «Шеп» Шепард
- Уолтер Абель — мистер Филипс
- Дик Пурселл — Пинки О’Коннор
- Джордж Зукко — начальник тюрьмы
- Фрэнк Пулья — падре Хасинто
- Эстер Дэйл — Сьюзи
- Стэнли Логан — полковник Туббс Браун
- Пол Лейссак — мистер Брессон
- Энн Коде — мадам Брессон
- Лайонел Пэйп — лорд Кеттлбрук
- Обри Мазер — Ахилл
- Клифф Назарро — Ботцельберг

## Основа и прототипы
В основе фильма история американского пилота Гарольда Даля, который во время Гражданской войны в Испании добровольцем сражался в составе испанских республиканских ВВС под именем Эрнандо Диас. На его счету было пять подтверждённых сбитых самолётов противника. 13 июня 1937 года он был сбит и попал в плен. Приговорённый к смертной казни, он три года содержался в тюремной камере, пока дипломатические службы предпринимали усилия для его освобождения. Летом 1940 года Даль был освобождён и вернулся в США. Ходили слухи, что его первая жена Эдит Роджерс, известная певица впечатляющей красоты, посетила Франсиско Франко, чтобы умолять его сохранить мужу жизнь.
Прототипом Августы Нэш является, по общему мнению, Марта Геллхорн — одна из величайших военных корреспондентов 20-столетия, жена писателя Эрнеста Хемингуэя.

## Значение в Америке в 1940-м году
Фильм «является удивительным отражением восприятия Голливудом меняющегося отношения американцев к угрозе, исходящей от нацистского режима», и содержит, например, насмешки над Адольфом Гитлером. Так, когда Том, выходя из тюрьмы, просит франкистов позаботиться об Адольфе и поясняет: «Крыса. Я научил его держать лапу вот так (делает нацистское приветствие)» В сцене в поезде, когда Том собирается спать, а Густа усаживается ознакомится с «Майн Кампф» Гитлера, Том произносит фразу: «Разбуди меня, когда доберешься до той части, где он претендует на Милуоки», после чего книга летит в окно. Также лента содержит косвенную критику изоляционистов, например, в сцене, где один из добровольцев демонстративно отвечает, что не знает Линдберга.
В то время одни считали фильм попыткой привлечь внимание к войне в Европе — это один из первых кинофильмов, сюжет которых непосредственно связан с политическими событиями в Европе, — и предупредить о надвигающейся опасности: «Сценарий был пророческим в 1940 году, утверждая, что это был лишь вопрос времени, когда Америка будет вовлечена во Вторую мировую войну». Другие же считали фильм пропагандистским: лента была обвинена «в разжигании войны и попытке втянуть Америку в войну» газетой «The Kansas City Star», пользовавшейся в то время влиянием в американской политике. Газета из столицы штата Миссури представляла интересы сенатора от этого штата, бывшего президента США Герберта Гувера, выступавшего за то, чтобы не вмешиваться во Вторую мировую войну и предоставить всю Европу Гитлеру, и критиковавшего политику действующего президента США Франклина Рузвельта.

## Съёмки
Название фильма происходит от фразы из Ветхого Завета: «любимый мой сказал мне: „Встань, любимая моя, прекрасная моя…“». С названием связано и прозвище героини — Густа.
О запуске фильма в производство было объявлено 8 апреля 1940 года в газете «The Hollywood Reporter». Над фильмом работала та же команда, что перед этим сняла в 1939 году фильм «Полночь», который был назван «самой весёлой, остроумной и озорной комедией», а в 2013 внесён в Национальный реестр фильмов. Главную роль там также сыграла Клодетт Кольбер — одна из самых высокооплачиваемых голливудских звёзд 1930—1940-х годов (в 1938—1942 годах — самая высокооплачиваемая); в 1999 году Американским институтом киноискусства она названа 12-й в списке 100 величайших звёзд кино за 100 лет. Первоначально на роль Тома планировался Джоэл Маккри, но он в это время снимался в фильме «Иностранный корреспондент», продюсер которого не захотел отпускать актёра. В итоге режиссёр по просьбе Кольбер назначил на эту роль Рэя Милланда.
Сценарий постоянно изменялся и включал в себя реальные события, такие как недавнее потопление фашистами лайнера «Атения» и случившиеся уже в последние дни съёмок падение Парижа и подписание перемирия между Францией и Германией в Компьенском лесу. Как заметила Кольбер, фильм «начинался как эксцентрическая комедия, а в итоге оказался Битвой за Британию».

Режиссёр и продюсер знали, что фильм стоит на тонком льду политики, поскольку США ещё не вступили в войну, и любой фильм, касающийся войны, безусловно, оскорбит какую-то часть общественности, а также повлияет на внешний рынок. Чтобы защитить себя насколько это возможно, все сцены с антинацистскими диалогами имели альтернативные дубли, которые были смягчены, и режиссёр откладывал съёмки концовки до последнего дня, чтобы финал фильма был продиктован заголовками утренних газет.
Оригинальный текст (англ.)Leisen and [producer Arthur] Hornblow knew that Arise, My Love skated on thin ice politically, since the United States had not yet entered the war and any film dealing with the war would certainly offend some segment of the public, as well as affect the foreign market. To protect themselves as much as possible, all of the scenes with anti-Nazi dialogue had alternate takes which were toned down, and Leisen told the press that he was holding off shooting the end of the film until the last day, and the conclusion would be dictated by the newspaper headlines that morning.

Густа: «Так где же нам это сделать? Как насчет кресла?»
Том: «Что?»
Густа: «Право — слишком обычно»
Кроме того, режиссёр старался обойти Кодекс Хейса: иногда специально «для прикрытия» вводил в сцены очевидно нарушающие его фразы, а затем по указанию цензора вырезал их из фильма. Благодаря этому задуманные им ходы цензура не заметила.
Съемки картины велись с 24 июня до середины августа 1940 года. Примечательно, что 17 августа 1940 года, через два дня после завершения съемок, нацисты запретили показ в Германии всех американских фильмов.
Фильм полностью снят на студии в Голливуде, за исключением нескольких сцен — побережья Калифорнии и окрестностей испанского города Бургос.
В качестве испанского самолёта в фильме задействован американский самолёт SM-6000 Airliner, полёты выполнял известный пилот Поль Манц.
В сцене, где Том пытается напоить Августу, актёры пили настоящий алкоголь — коктейль из мятного сиропа и шампанского. На этом для реалистичности настаивал режиссёр фильма. В итоге после нескольких дублей актёров отвезла домой скорая.
Клодетт Кольбер однажды сказала, что этот фильм был лично для неё любимым фильмом из всех, в которых она снималась: «Это такая картина, которая редко случается». Известно, что актриса, несмотря на возможность по условиям контракта уйти в 18:00, оставалась на съемочной площадке допоздна, считая, что фильм заслуживает того: режиссёр вспоминал, что одну сцену она исполняла дубль за дублем и только почти за полночь окончила работу. Считая сценарий Чарльза Брэкетта его лучшей работой, после многократных попыток сыграть одну сцену она расплакалась: «Я просто не могу передать красоту этого поворота сюжета Чарли».
Звучащая в фильме песня «Dream Lover» (музыка Виктора Шерзингера, стихи Клиффорда Грея) впервые прозвучала в фильме 1929 года «Парад любви».
В 1942 году по фильму была сделана радиопостановка. Тома озвучил игравший его в фильме Рэй Милланд, роль Августы озвучивала Лоретта Янг.

## Фраза из фильма
Многие смешные фразы из фильма стали крылатыми, но наибольшую известность получила фраза начальника Густы — издёрганного редактора газеты Филлипса:

«Я не счастлив. Я совсем не счастлив» («I’m not happy. I’m not happy at all»)
Эта фраза стала в США национальной поговоркой 1940 года, и является крылатой до настоящего времени. При этом отмечается, что для того чтобы оценить фразу и «получить полный восхитительный эффект», нужно увидеть сцену с этим самым редактором.

## Награды и номинации
В 1941 году фильм получил премию «Оскар» за лучший литературный первоисточник (Бенджамин Глейзер и Ханс Секей), и был трижды номинирован: за лучшую музыку к фильму (Виктор Янг), за лучшую операторскую работу (Чарльз Лэнг) и за лучшую работу художника-постановщика (Ханс Дрейер и Роберт Ушер).

## Критика
В 1989 году историк кино Стивен Шойер назвал фильм «важной, почти забытой комедей-мелодрамой».

Студия «Paramount» выпустила фильм увлекательно романтичный, доказывающий, что любовь найдет путь через опасности воздушных налетов, торпедных атак и вражеского вторжения.
Оригинальный текст (англ.)Paramount has brought forth a film of absorbing romantic interest, proving that love will find a way through the hazards of air raids, torpedo attacks and enemy invasion.
— Variety, 1940 год

Вчера мы были поставлены лицом к реальности, ибо «Воскресни, любовь моя», которая была принята с таким большим восторгом в кинотеатре «Парамаунт», оказалась не безоблачной, легкомысленной любовной интрижкой, а отрезвляющей работой на тему романтики и войны. Фильм сурово вызывает на битву таких двух самых очаровательных представителей легкомыслия как Клодетт Кольбер и Рэй Милланд; он героически выпрямляет спины этих двух случайных и очевидно циничных обывателей. Не так давно фильмы показывали последнюю мировую войну, как отправную точку для потерянного поколения. «Вокресни, любовь моя» переворачивает отношение к нынешней войне.
Оригинальный текст (англ.)we were brought full in the face of realities yesterday. For "Arise My Love, " which arrived with much attendant excitement at the Paramount Theatre, turned out to be not the blithe, irresponsible affair anticipated but a sobering elaboration upon the themes of romance and war. Sternly, it calls to battle those two most charming exponents of frivolity, Claudette Colbert and Ray Milland; heroically, it stiffens the spines of two casual and presumably cynical folk. Not so long ago the films were taking the last World War as a point of departure for a lost generation. «Arise My Love» reverses the process with respect to the present war.
— Босли Краузер — руководитель кинораздела газеты «The New York Times», 17 октября 1940 года

Клодетт Кольбер и Рэй Милланд восхитительны … в искромётной, умной и важной для культуры комедии-драме 1940 года режиссера Митчелла Лейзена. …Фильм доносит сильный призыв прийти на помощь и столь же актуален в отношении мировой ситуации, как и сейчас.
Оригинальный текст (англ.)Claudette Colbert and Ray Milland are delightful … in director Mitchell Leisen’s sparkling, intelligent and culturally important 1940 comedy drama. … It delivers a strong interventionist message and is as relevant about the world situation then as it is diverting now.
— кинокритик Деррек Виннерт, 2017 год

## Комментарии
1. ↑  Песнь Соломона, глава 2, стих 10 - в переводе на английский язык "My beloved speaks and says to me: «Arise, my love, my fair one…»
2. ↑  сокращение имени Августа - Густа. Слово "Gusto" имеет на английском и испанском языках несколько значений, в том числе «вкусная» касательно еды, и может быть переведено как «Любимая».
3. ↑  и в настоящее время можно встретить демотиваторы с фразой, изображением редактора Филлипса, и указанием автора фразы — сценариста Билли Уайлдера